# Atari 3200
Atari 3200, tänkt efterföljare till Ataris TV-spelskonsol Atari 2600. Den var helt bakåtkompatibel med 2600-enheten men var utrustad med bättre ljud- och grafikmöjligheter och en förbättrad 10-bitars processor. När utvecklarna fick bekanta sig med Ataris nya enhet visade det sig dock att den var alldeles för svår att programmera, varför den kasserades.